# إيلين فان دايك
إيلين فان دايك (بالهولندية: Ellen van Dijk)‏ مواليد 11 فبراير 1987 في هولندا، هي دراجة هولندية. شاركت في دورة الألعاب الأولمبية الصيفية.

## الميداليات
| الميدالية | المسابقة                                    |
| --------- | ------------------------------------------- |
| ذهبية     | بطولة العالم لسباق الدراجات على الطريق 2012 |

## سباقات فازت بها
| التاريخ        | السباق                                                             | المركز                                                                 |
| -------------- | ------------------------------------------------------------------ | ---------------------------------------------------------------------- |
| 01 يناير 2004  | سباق الطريق للشابات في بطولة العالم 2004                           |                                                                        |
| 18 مارس 2007   | Omloop Het Volk women's race 2007                                  | السادس في التصنيف العام                                                |
| 12 مايو 2007   | Omloop van Borsele 2007                                            | الثالث في التصنيف العام                                                |
| 02 يونيو 2007  | طواف جزيرة تشونغ مينغ سباق الزمن 2007                              |                                                                        |
| 06 يونيو 2007  | طواف جزيرة تشونغ مينغ سباق المرحلة 2007                            |                                                                        |
| 15 أغسطس 2007  | سباق الدراجات ضد الساعة للسيدات في بطولة هولندا 2007               |                                                                        |
| 21 يونيو 2008  | Ster Zeeuwsche Eilanden 2008                                       |                                                                        |
| 03 يوليو 2008  | 2008 European Road Cycling Championships Women U23 ITT             |                                                                        |
| 01 يوليو 2009  | 2009 European Road Cycling Championships Women U23 ITT             |                                                                        |
| 27 أغسطس 2009  | سباق الدراجات ضد الساعة للسيدات في بطولة هولندا 2009               |                                                                        |
| 24 أبريل 2010  | Omloop van Borsele 2010                                            | الخامس في التصنيف العام                                                |
| 08 أغسطس 2010  | Tour de Bochum 2010                                                |                                                                        |
| 05 سبتمبر 2010 | بويز ليديز تور 2010                                                |                                                                        |
| 04 فبراير 2011 | طواف قطر للنساء 2011                                               | الأول في التصنيف العام، الأول في تصنيف أفضل شاب، الأول في تصنيف النقاط |
| 22 يونيو 2011  | سباق الدراجات ضد الساعة للسيدات في بطولة هولندا 2011               |                                                                        |
| 01 يناير 2012  | 2012 Omloop van Borsele-ITT                                        |                                                                        |
| 08 أبريل 2012  | هيلثي أجينج تور 2012                                               |                                                                        |
| 21 أبريل 2012  | Omloop van Borsele 2012                                            | الأول في التصنيف العام                                                 |
| 20 يونيو 2012  | سباق الدراجات ضد الساعة للسيدات في بطولة هولندا 2012               |                                                                        |
| 27 أغسطس 2012  | 2012 Lotto-Decca Tour                                              |                                                                        |
| 01 يناير 2013  | 2013 Gracia-Orlová                                                 |                                                                        |
| 01 يناير 2013  | 2013 Omloop van Borsele-ITT                                        |                                                                        |
| 01 فبراير 2013 | طواف قطر للنساء 2013                                               |                                                                        |
| 27 فبراير 2013 | لي سامين ديس دامس 2013                                             | الأول في التصنيف العام                                                 |
| 07 أبريل 2013  | هيلثي أجينج تور 2013                                               |                                                                        |
| 19 يونيو 2013  | سباق الدراجات ضد الساعة للسيدات في بطولة هولندا 2013               |                                                                        |
| 26 أغسطس 2013  | 2013 Lotto-Belisol Belgium Tour                                    |                                                                        |
| 08 سبتمبر 2013 | بويز ليديز تور 2013                                                |                                                                        |
| 15 سبتمبر 2013 | 2013 Chrono Champenois–Trophée Européen                            | الأول في التصنيف العام                                                 |
| 24 سبتمبر 2013 | سباق الزمن للسيدات في بطولة العالم 2013                            |                                                                        |
| 01 يناير 2014  | 2014 Omloop van Borsele-ITT                                        |                                                                        |
| 06 أبريل 2014  | طواف فلاندرز للسيدات 2014                                          | الأول في التصنيف العام                                                 |
| 30 مايو 2014   | Holland Hills Classic 2014                                         |                                                                        |
| 25 يونيو 2014  | سباق الدراجات ضد الساعة للسيدات في بطولة هولندا 2014               |                                                                        |
| 07 سبتمبر 2014 | بويز ليديز تور 2014                                                |                                                                        |
| 01 يناير 2015  | 2015 Omloop van Borsele-ITT                                        |                                                                        |
| 01 يناير 2015  | cycling at the 2015 European Games – women's individual time trial |                                                                        |
| 06 فبراير 2015 | طواف قطر للسيدات 2015                                              |                                                                        |
| 24 يونيو 2015  | سباق الدراجات ضد الساعة للسيدات في بطولة هولندا 2015               |                                                                        |
| 06 سبتمبر 2015 | بويز ليديز تور 2015                                                |                                                                        |
| 01 يناير 2016  | 2016 Omloop van Borsele-ITT                                        |                                                                        |
| 05 فبراير 2016 | طواف قطر للنساء 2016                                               |                                                                        |
| 10 أبريل 2016  | هيلثي أجينج تور 2016                                               | الأول في التصنيف العام                                                 |
| 15 سبتمبر 2016 | سباق الزمن لنخبة السيدات - بطولة أوروبا للدراجات 2016              | الأول في التصنيف العام                                                 |
| 11 أكتوبر 2016 | سباق الزمن للسيدات في بطولة العالم 2016                            |                                                                        |
| 09 أبريل 2017  | هيلثي أجينج تور 2017                                               | الأول في التصنيف العام، الأول في تصنيف النقاط                          |
| 21 يونيو 2017  | سباق الدراجات ضد الساعة للسيدات في بطولة هولندا 2017               |                                                                        |
| 03 أغسطس 2017  | سباق الزمن لنخبة السيدات - بطولة أوروبا للدراجات 2017              | الأول في التصنيف العام                                                 |
| 25 فبراير 2018 | أوملوب فان هيت هاجيلاند 2018                                       | الأول في التصنيف العام                                                 |
| 28 مارس 2018   | دفارز دور فلاندرز للسيدات 2018                                     | الأول في التصنيف العام                                                 |
| 27 يونيو 2018  | سباق الدراجات ضد الساعة للسيدات في بطولة هولندا 2018               |                                                                        |
| 08 أغسطس 2018  | سباق الزمن لنخبة السيدات - بطولة أوروبا للدراجات 2018              | الأول في التصنيف العام                                                 |
| 16 سبتمبر 2018 | سباق سيراتزيت تشالنج 2018                                          | الأول في التصنيف العام، الثالث في تصنيف النقاط                         |
| 03 أبريل 2019  | دفارز دور فلاندرز للسيدات 2019                                     | الأول في التصنيف العام                                                 |
| 26 يونيو 2019  | سباق الدراجات ضد الساعة للسيدات في بطولة هولندا 2019               |                                                                        |
| 08 أغسطس 2019  | سباق الزمن لنخبة السيدات في بطولة أوروبا 2019                      | الأول في التصنيف العام                                                 |
| 12 مارس 2021   | هيلثي أجينج تور 2021                                               | الأول في التصنيف العام، الثاني في تصنيف النقاط، الرابع في تصنيف الجبال |
| 16 يونيو 2021  | سباق الطريق ضد الساعة للسيدات في بطولة هولندا 2021                 |                                                                        |
| 25 يونيو 2021  | لوتو بلجم تور للسيدات 2021                                         | الأول في تصنيف الجبال، الثاني في التصنيف العام، الثالث في تصنيف النقاط |
| 11 سبتمبر 2021 | سباق الطريق لنخبة السيدات في بطولة أوروبا 2021                     | الأول في التصنيف العام                                                 |
| 20 سبتمبر 2021 | سباق الزمن للسيدات في بطولة العالم 2021                            | الأول في التصنيف العام                                                 |
| 05 مارس 2022   | هيلثي أجينج تور 2022                                               | الأول في التصنيف العام، الثالث في تصنيف النقاط                         |
| 22 يونيو 2022  | سباق الزمن على الطريق للسيدات في بطولة هولندا 2022                 |                                                                        |
| 17 يوليو 2022  | 2022 Baloise Ladies Tour                                           | الأول في التصنيف العام، الرابع في تصنيف النقاط                         |
| 18 سبتمبر 2022 | سباق الزمن للسيدات في بطولة العالم 2022                            | الأول في التصنيف العام                                                 |
| 16 أكتوبر 2022 | 2022 Chrono des Nations (women's race)                             | الأول في التصنيف العام                                                 |
| 17 مارس 2024   | 2024 Tour de Normandie Féminin                                     |                                                                        |
| 19 أبريل 2024  | 2024 Omloop van Borsele-ITT                                        |                                                                        |
| 08 مارس 2025   | Tour d'Estrémadure féminin 2025                                    |                                                                        |

## وصلات خارجية
- الموقع الرسمي
- إيلين فان دايك على موقع الاتحاد الدولي للدراجات (الإنجليزية)
- إيلين فان دايك على موقع أرشيف الدراجات (الإنجليزية)
- إيلين فان دايك على موقع إحصائيات الدراجات الإحترافية (الإنجليزية)
- إيلين فان دايك على موقع نسبة الدراجات (الإنجليزية)
- إيلين فان دايك على موقع CycleBase (الإنجليزية)
- إيلين فان دايك على موقع SpeedSkatingBase.eu (الإنجليزية)
- إيلين فان دايك على موقع SpeedSkatingNews.info (الإنجليزية)
- إيلين فان دايك على موقع اللجنة الأولمبية الدولية (الإنجليزية)
- إيلين فان دايك على موقع أوليمبيديا (الإنجليزية)
- إيلين فان دايك على موقع تيم أن.أل (الهولندية)